# Momères
Momères (okzitanisch Momèras) ist eine französische Gemeinde mit 731 Einwohnern (Stand: 1. Januar 2022) im Département Hautes-Pyrénées in der Region Nouvelle-Aquitaine. Sie gehört zum Arrondissement Tarbes, zum Kanton Moyen-Adour. Die Bewohner nennen sich Momèriens.

## Geografie
Momères liegt etwa sechs Kilometer südlich von Tarbes in der historischen Provinz Bigorre am Oberlauf des Flusses Adour im Vorland der Pyrenäen. Umgeben wird Momères von den Nachbargemeinden Horgues im Norden, Salles-Adour im Osten und Nordosten, Bernac-Debat im Osten und Südosten, Saint-Martin im Süden und Westen sowie Odos im Westen und Nordwesten.

## Bevölkerungsentwicklung
| Jahr                       | 1962 | 1968 | 1975 | 1982 | 1990 | 1999 | 2006 | 2018 |
| Einwohner                  | 392  | 471  | 510  | 517  | 535  | 589  | 620  | 752  |
| Quellen: Cassini und INSEE |      |      |      |      |      |      |      |      |

## Sehenswürdigkeiten

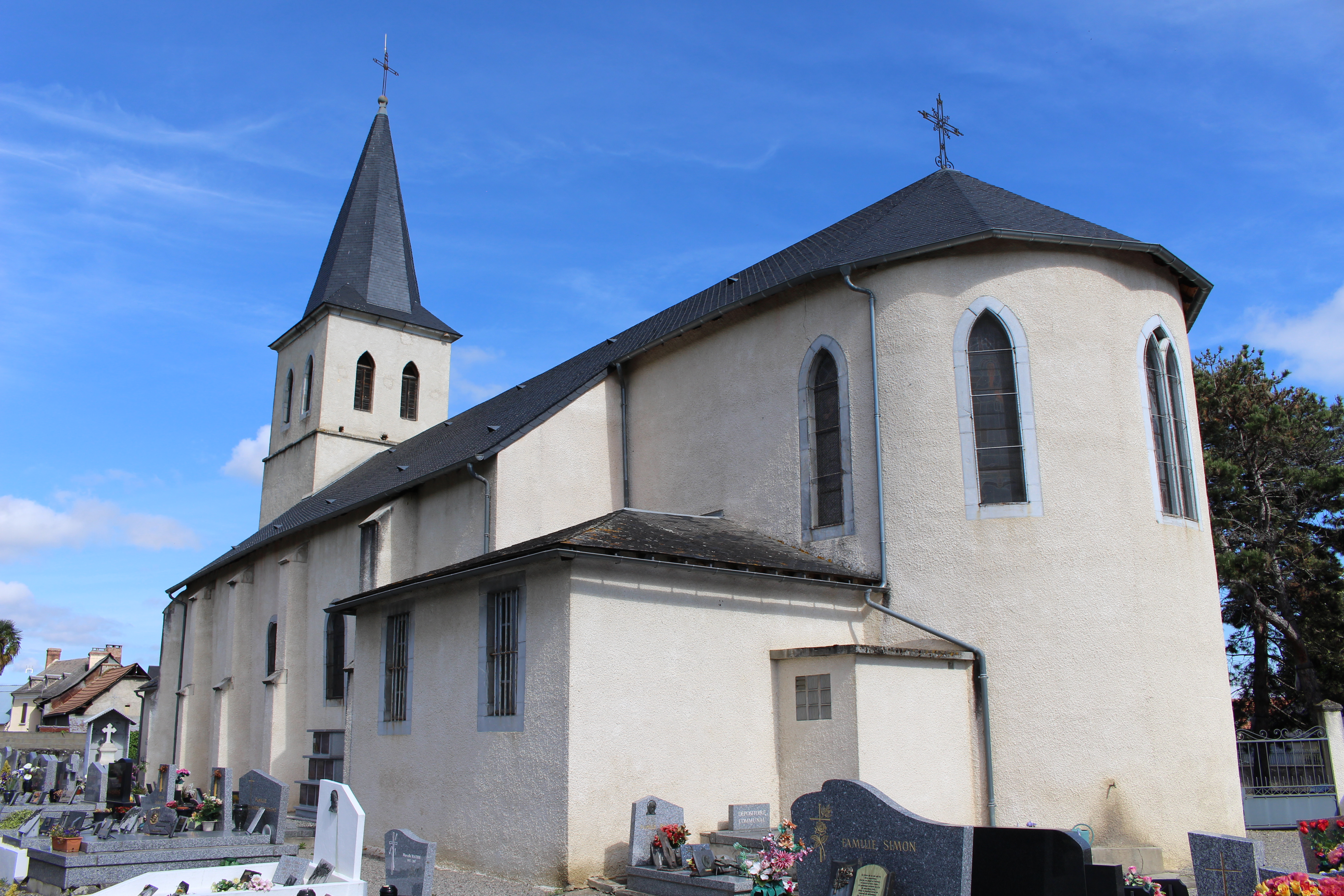
Kirche Saint-Christophe

- Kirche Saint-Christophe aus dem 17./18. Jahrhundert
- Rathaus

## Persönlichkeiten
- Dominique Peyramale (1811–1877), Priester